# Селена Гомез: Мој ум и ја
Селена Гомез: Мој ум и ја (енгл. Selena Gomez: My Mind & Me) је документарни филм из 2022. године о америчкој певачици и глумици Селени Гомез и њеном животу у протеклих шест година. Бележи њену борбу са славом, као и физичко и ментално благостање након дијагнозе лупуса и биполарног афективног поремећаја. Режију потписује Алек Кешишјан, а приказан је 4. новембра 2022. године.

## Развој
Документарац прати Гомезову почевши од 2015. године, након што је Кешишијан режирао њен музички спот за песму „Hands to Myself”. Кешишијан је изјавио: „Нисам имао жељу да направим традиционални поп документарац. Хтео сам да покажем нешто аутентичније, као и Селена. Она има грубу рањивост која ме је заинтересовала ... Тада нисам имао појма да ће то постати шестогодишњи рад створен с љубављу.”

## Приказивање и оглашавање
Гомезова је најавила свој документарац кратким видео-исечком који је поставила на Instagram. Премијерно је приказан 2. новембра 2022. године на фестивалу Америчког филмског института у Холивуду. Званична најава је претходно приказана 10. октобра, на Светски дан менталног здравља. Песма „My Mind & Me”, која се чује у најави, објављена је 3. новембра.

## Критике
По приказивању, Мој ум и ја је добио изузетно позитивне рецензије критичара. Веб-сајт за прикупљање рецензија Rotten Tomatoes пријавио је 100% оцена одобравања на основу 10 рецензија. Metacritic је дао оцену 70 од 100, што указује на „углавном позитивне критике”.